# Jack Wetherall
Pour les articles homonymes, voir Wetherall.
Jack Wetherall  est un acteur canadien.
Jack Wetherall est un vétéran du théâtre en tant qu’acteur et metteur en scène. Il a récemment interprété William Shakespeare dans la pièce Swansong. Il a aussi interprété le rôle principal dans Elephant Man à Broadway. Au Canada, il a joué Malcolm dans Macbeth, Octavius dans Julius Caesar, Demetrius dans Le Songe d'une nuit d'été et Ferdinand dans The Tempest.
Jack est surtout connu pour avoir interprété Vic Grassi dans la série américaine Queer as folk entre 2000 et 2004.